# Mustafa Merry
Mustafa Merry (Casablanca, 21 aprile 1958) è un allenatore di calcio ed ex calciatore marocchino, di ruolo attaccante.